# (134339) 5628 T-3
(134339) 5628 T-3 è un asteroide della fascia principale. Scoperto nel 1977, presenta un'orbita caratterizzata da un semiasse maggiore pari a 2,644783 UA e da un'eccentricità di 0,183265, inclinata di 12,400583° rispetto all'eclittica. Ha un diametro di 3,181 km.